# Канадская эскимосская собака
Канадская эскимосская собака, или канадская инуитская собака, или эскимосская лайка (англ. canadian eskimo dog), — арктическая порода ездовых собак, которую относят к типу «шпиц», и принято считать одной из древнейших пород Северной Америки, редчайшей из оставшихся чистокровных коренных местных пород.
Порода прошла через многие смены названия. Инуиты называют породу киммик или киммит (с инуит. — собака). Согласно другим источникам названием данной породы были, к примеру, «эскимо», эскимосская лайка. Первые собаки были привезены из Сибири в Северную Америку народом Туле 1000 лет назад, вместе с гренландской собакой, генетически идентичной.
В настоящее время порода находится под угрозой исчезновения, с 2008 года насчитывается всего около 300 особей. Несмотря на то, что когда-то именно эта порода использовалась в качестве предпочтительного способа транспортировки инуитами канадской Арктики, в 1960-е годы традиционная ездовая собака становилась всё более редкой на севере. Среди факторов, способствующих снижению численности особей этой породы, можно отметить рост популярности снегоходов и распространение инфекционных заболеваний собак. В 1950—1970-е годы велась широкая полемика вокруг умышленного уничтожения инуитских ездовых собак Королевской канадской конной полицией.

## История породы

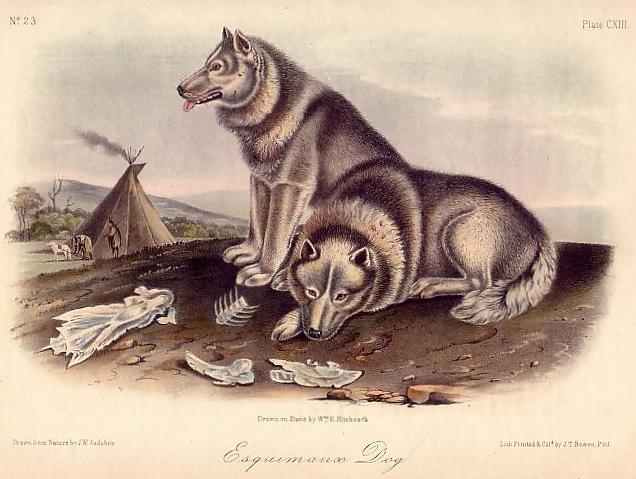
Иллюстрация для печати «Эскимосская собака»

Первые собаки попали в Америку 12 000 лет назад. Однако люди и собаки не селились в Арктике до прибытия двух групп из Сибири: палеоэскимосов 4500 лет назад и народа туле 1000 лет назад. Инуитские собаки из Канады (канадская инуитская собака) и Гренландии (гренландская собака) произошли от собак, попавших в Америку вместе с народом Туле.
В то далёкое время, ещё до прихода европейцев в Канаду, для населения Арктических регионов — инуитов — представители данной породы играли значимую роль, без этих собак местное население не смогло бы существовать и справиться с трудностями климата и условиями территории, которая свойственна северу Канады. Освоение севера Канады и появление в этом регионе новой современной техники сильно повлияло на изменение устоев местного населения. В регионе появились снегоходы. Как следствие — перемещение местного населения стало более лёгким и быстрым, а вместе с тем — снизилась необходимость использования канадских эскимосских собак для упряжки. В результате численность собаководов, которые ранее в большом количестве заводили таких питомцев, уменьшилась, так как необходимость в этих собаках резко снизилась, что и повлекло за собой резкое уменьшение численности голов породы в регионе.
Ещё одной причиной, как считает местное население, повлиявшим на уменьшение численности породы, стали новые для региона болезни, к которым не был готов иммунитет собак. Новые граждане региона стали привозить с собой своих питомцев, что повлекло появление болезней, с которыми ранее не сталкивались канадские эскимосские собаки (ввиду их изолированности из-за географического расположения от остального мира) и не обладали естественным иммунитетом от этих болезней. Часть собак погибла из-за этого. Ещё одним фактором, повлиявшим на уменьшение численности породы, явилось скрещивание канадской эскимосской собаки с местными питомцами — в результате начала исчезать чистота породы. Эти совокупные причины повлияли на то, что канадская эскимосская порода собак стала вымирающей породой.
Любители породы начали отстаивать возможность восстановления и популяризации вида с целью его сохранения. Активисты проводили долгие споры с правительством Канады о возможности решения данного вопроса, так как по факту на 1970 год разновидность этой породы была близка к исчезновению. Беспокойство было не беспочвенным.
С 1970-х годов исследовательский Фонд инуитской собаки (ЕDRF) и Брайан Ладун, гонщик на собачьих повозках и заводчик данной породы собак, работали над тем, чтобы увеличить численность породы. СDRF (Канадская Федерация эскимосских собак) был основан в 1972 году Уильямом Карпентером и Джоном Макгратом, и в значительной степени финансируется Кабинетом министров Канады и Правительством Северо-Западных территорий, с некоторой поддержкой со стороны ККК. СDRF приобрёл около двух сотен собак, оставшихся в канадской Арктике из отдалённых поселений инуитов на острове Баффинова Земля, полуострова Бутия и полуострова Мелвилл. СDRF начал разводить собак с целью увеличить их численность.
Брайан Ладун также купил собак в 1970-е годы из северных канадских поселений и стал их разводить после благословения Омера Альфреда Робидо, епископа епархии Черчилла — Гудзонова залива. Ранее он разводил аляскинских маламутов и хаски, а после тридцатилетнего разведения канадских инуитских собак сейчас имеет самую большую колонию этой породы в мире. Современная порода произошла от большого количества разных предков, что обеспечивает достаточное генетическое разнообразие, предотвращая тем самым инбридинг.
К концу 1980-х годов канадская эскимосская собака настолько выросла по количеству представителей, что снова была признана Канадским клубом собаководства (Сanadian Kennel Club). Первые члены этой породы снова были зарегистрированы в 1986 году. В 1988 году изображение канадской эскимосской собаки напечатали на марке, а в 1997 году изображение этой породы появилось на пятидесяти центах канадской валюты.
В 1996 году порода обратила на себя внимание Объединённого клуба питомников (UKC) в Соединённых Штатах Америки, и канадская эскимосская собака вошла в состав группы под названием «Северная порода» как её полноправный член.
С 1 мая 2000 года канадская территория Нунавут официально утвердила канадскую инуитскую собаку как животное-символ территории; таким образом, инуитское слово qimmiq, до этого момента обозначавшее любую собаку, стало относиться именно к собакам канадской инуитской породы.

### Убийства собак
В период между 1950 и 1970 годом Королевская канадская конная полиция намеренно убивала инуитских ездовых собак. Количество убитых собак по разным оценкам составляет от 1200 до 20 000 особей. В некоторых общинах старейшины утверждают, что это уничтожение было проведено с целью запугать инуитов и намеренно нарушить их образ жизни. В ответ на эти обвинения, в 2005 году полицией было проведено служебное расследование по фактам убийств: в докладе был сделан вывод, что собаки действительно были убиты, но для целей общественного здравоохранения — для уничтожения больных и опасных животных. Однако в докладе также признается, что КККП редко следовала правилам, по которым сначала собаку следует поймать и сообщить об этом её владельцам, чтобы не допустить необоснованные убийства; причины убийства собак на деле инуитам разъяснялись далеко не всегда. В докладе также отрицается, что убийство собак было частью заговора против инуитов. Ассоциация инуитов Кикиктани назвала отчёт «предвзятым, ущербным и неполным».

## Внешний вид

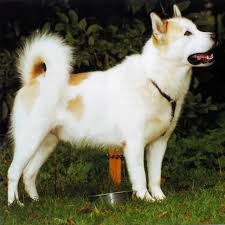
Канадская инуитская собака

Канадская инуитская собака всегда крепко сложена с внушительным внешним видом, среднего и выше среднего размера, с толстой шеей и большой грудной клеткой, ноги среднего размера. Как это типично для пород шпица, инуитская собака имеет заострённые уши и морду, и загнутый наверх хвост. Кобели больше сук, которые также отличаются от кобелей более коротким мехом. Внешний вид собаки говорит о том, что она создана для трудной работы, а не для скорости.
Их внешнее сходство с волками часто отмечается исследователями в ходе экспедиции Франклина; в частности, они отмечали, что по ушам эта порода собак похожа на американских волков, а передние конечности и чёрная метка выше запястья — присущи европейским волкам. Самый верный способ отличить эти два вида — длина и положение хвоста, который у собаки короткий и более изогнутый.
Шерсть очень плотная и густая, с мягким подшёрстком. У кобелей инуитской канадской собаки очень густой мех на шее. Такое телосложение и шёрстной покров позволяет животному легко противостоять жёстким суровым широтам Арктического климата. Инуитские собаки могут быть практически любого оттенка, ни один оттенок не является доминантным.
Размер канадских инуитских собак зависит от их пола. Кобели весят 30—40 кг, достигают высоты в холке 58—70 см. Суки весят 18—30 кг и достигают 50—60 см в высоту.

## Темперамент
Собаки этой породы — верные, крепкие, смелые, умные и очень преданные. При использовании в качестве ездовых, им часто требуется корм; кроме того, для собственного пропитания они часто охотятся. Следовательно, многие канадские инуитские собаки имеют более сильные охотничьи инстинкты, чем некоторые другие породы. Они могут спать на улице в холодном климате.
Заводчики из своей практики говорят о том, что характер у канадской эскимосской собаки жёсткий, вместе с тем это очень трудолюбивая порода. Собаку изначально одомашнили инуиты для выполнения определённых задач в резкой арктической окружающей среде, что и повлияло на формирование её характера. Представители породы любят внимание и могут быть нежными (на каждый стимул откликается с удовольствием, будь-то ответ на еду, работу, приглашение от «собратьев» пойти подраться или поиграться).
В случае своевременной социализации животного, с незнакомцами собаки обычно показывают довольно «тихое» дружелюбие и «безопасное» любопытство, или становятся абсолютно отдалёнными от них.
Собака хорошо управляема. Бесстрашная по отношению к диким животным (есть сведения, что во время поездок в упряжке на далёкие расстояние канадская эскимосская собака отпугивала белых медведей и волков, защищая своих хозяев). В виду этого иногда на представителях этой породы можно увидеть достаточное количество шрамов от сражений или порванные уши, что является следствием драк или «выяснения отношений» при собирании в группу.
Заводчики рекомендуют воспринимать канадскую эскимосскую собаку как компаньона для взрослых, и не считать домашним животным для ребёнка в доме.

## Использование

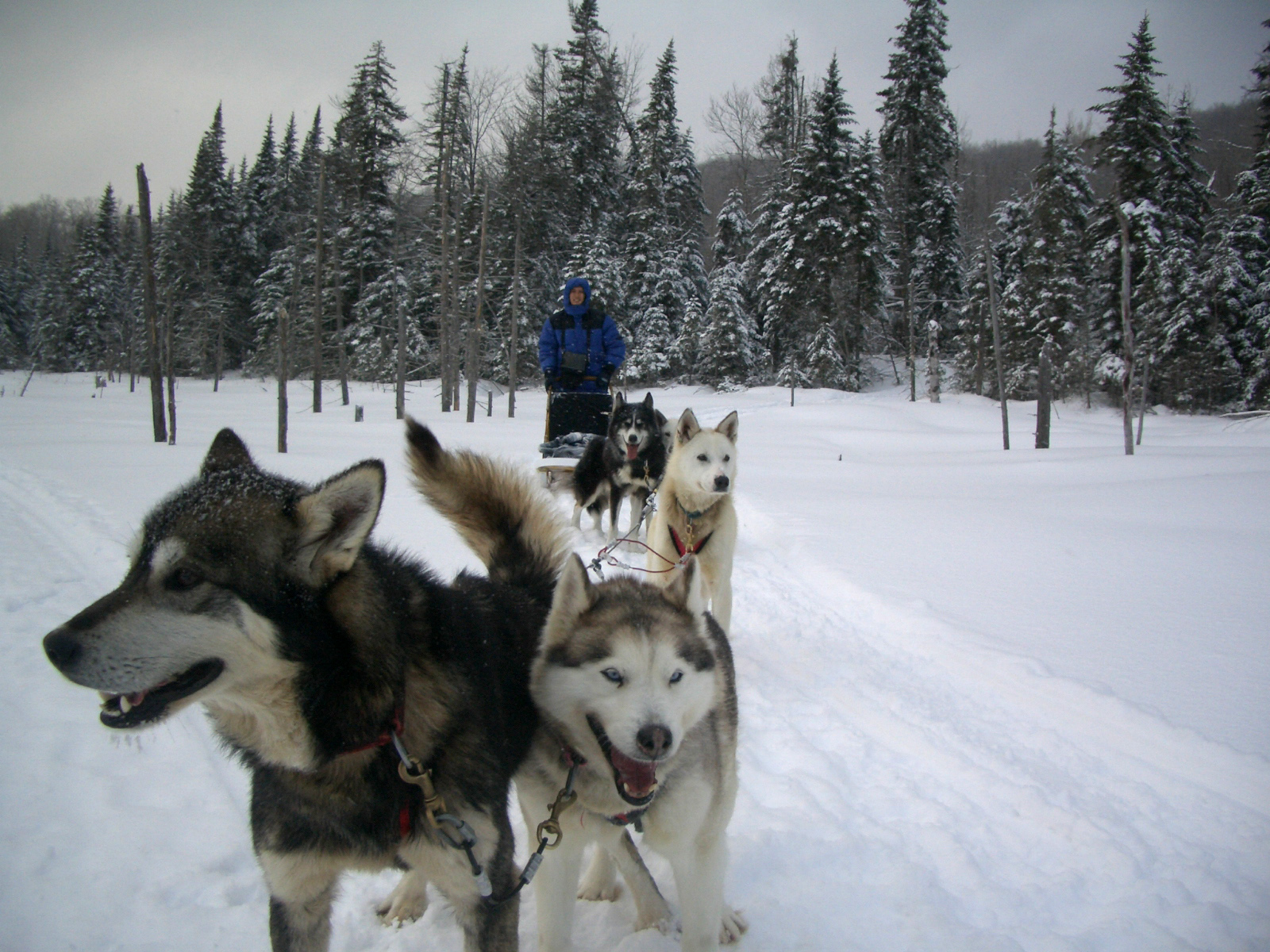
Представители породы канадской эскимосской собаки в упряжке

Инуиты никогда не рассматривали собаку как часть животного царства (инук. uumajuit), а лишь как средство для человеческого существования. Собака этой породы используется во многих целях: часто её используют для охоты на ластоногих и других арктических животных. Исследователи отметили, что собаки были способны отслеживать тюленей с большого расстояния, и иногда использовались в охоте на белых медведей. Собаки так рьяно набрасывались на белого медведя, что иногда наездники кричали nanuq (с инук. — медведь), чтобы побудить собаку тянуть сани быстрее.
Собаки, однако, не преследуют волков, и сильно воют при их приближении. Замороженная собачья моча использовалась инуитами в качестве лекарства, а их мех ценится больше, чем волчий, ввиду большей устойчивости к износу. Во время голода собаки могут использоваться в качестве последнего источника пропитания. Несмотря на то, что когда-то эта собака считалась исследователями гибридом собаки и волка, в частности Чарльзом Дарвином, из-за сходства по внешнему виду, генетическое тестирование не выявило волка среди недавних предков канадской инуитской собаки.
Собачьи упряжки используются как в туризме, так и для коммерческой охоты на белого медведя в Канаде. По закону, охота на белого медведя в Северо-Западных территориях и Нунавуте должна проводиться только ездовыми собаками. Эти требования частично продиктованы соображениями безопасности: ездовая собака лучше чувствует приближение белого медведя, в то время как звук мотора снегохода его отпугивает.

## Содержание и уход
Канадские инуитские собаки нуждаются в очень большом количестве упражнений, простого выгуливания для них недостаточно; они хорошо подходят для картинга и скиджоринга. Они быстро обучаются и более покорны, чем многие шпицы. Канадскую инуитскую собаку лучше держать в холодном климате, поскольку такая порода склонна к тепловому удару и обезвоживанию. Её шерсть довольно проста в уходе, её достаточно очищать один или два раза в неделю. Однако во время линьки (которая происходит раз в год) за шерстью нужно следить каждый день.
Исторически сложилось так, что инуиты ставят собак к упряжке, как только те встают на ноги, а привычку тянуть сани собака приобретает в попытках освободиться. В возрасте двух месяцев щенки размещаются среди взрослых собак. Иногда десять щенков могут быть поставлены под руководством старшего животного.

## Противоречия относительно породы
В настоящее время эта порода находится под угрозой исчезновения. В XIX и начале XX века эта порода была по-прежнему востребована для полярных экспедиций; около 20 000 собак жили в канадской Арктике в 1920-е годы. Однако популяция этой породы существенно сократилась в 1960-х годах. Канадская инуитская собака была принята на выставку от Американского клуба собаководства (АКС) и Канадского клуба собаководства (CKC), однако в 1959 году АКС порода была исключена из реестра ввиду крайне низкой численности. Канадская инуитская собака и гренландская собака часто ошибочно считаются одной и той же породой, но эти две породы происходят всего лишь от общего предка.
Об этой породе собак и той ситуации, которая сложилась в XX веке в виду уменьшения численности её представителей, снято 2 документальных фильма, которые повысили интерес и популярность породы. Но не достаточно сильно. Нельзя сказать, что численность этой породы стабилизировалась. Количество собак на данный момент остаётся очень низким и неустойчивым. Федерации CEDRF, CEDF, CEDC продолжают сотрудничество по увеличению численности разновидности. Канадский клуб собаководства (СКС) также продолжает поддерживать сохранение этой породы. По сложившейся статистике, пока не появится больше заводчиков этой породы, которые способны обеспечить правильное их содержание, канадская эскимосская собака будет находиться под угрозой исчезновения.